# اوشبا
اوشبا (به لاتین: Ushba) یک کوه در گرجستان است که در سامگرلو-زمو سوانتی واقع شده‌است. اوشبا ۴٬۷۱۰ متر بالاتر از سطح دریا واقع شده‌است.